# Udvarház
Az udvarház az Árpád-korban egy-egy királyi, királynéi vagy hercegi udvarbirtok, ill. világi vagy egyházi földesúri uradalom központja volt személyzettel, a király és kísérete számára szálláslehetőséggel. A korai Árpád-korban a király nem rendelkezett állandó székhellyel és egy helyen levő udvartartással. Állandó mozgásban volt, végigjárta udvarházait, valamennyi időt mindegyikben eltöltve, felélve az ott felhalmozott élelmet, közben intézve a kormányzati feladatokat, ítélkezve a helyi peres ügyekben. A királynak természetben vagy pénzben járó adókat országszerte a legközelebbi udvarházba szolgáltatták be.
Az udvarházak 10. századi előzményei a törzsi-nemzetségi vezetők szállásai, udvarhelyei. 10. századi vezéri szállásokra utalhatnak az egyszerű vezéri személynév helynevek, mint Ond vezér–Ondavafő, Lél–Alsólelóc, Felsőlelóc.
De ilyen a fejedelmekre utaló Falicsi–Fajsz, Taksony fejedelem–Taksony, Géza fejedelem–Décse, az főurakra utaló Apor, Zombor, Pata is. Az udvarhely finnugor megfelelője a lak, ilyen pl. Ketellaka, Ketel vezér nyári szállása a Bakonyban.
A királyság udvari szervezetének kiépítése után az Udvar, Udvarhely, Udvard nevű vagy utótagú helyneveink utalnak ilyen udvarházak valamikori ottlétére. Szláv nyelvterületen ugyanezt jelentheti  Dovardi, Davorán, Davorcsány, esetleg a latin curtis szóból eredeztethető Kortó.
Az Árpád-korban sok magánnagybirtok-központot neveztek Széplaknak.
Az ótörök ordu („udvar”) szó közvetlen átvételének nincs nyoma, de a bolgár-törökben ez várd(u) lehetett, abból sejthetően, hogy ott az ótörök oghluk („vályú”) válughgá vált. Így a várd(u) ugyanolyan alakúvá válhatott a magyarban, mint a vár kicsinyítőképzős alakjai, a Várad és a Várda. Ezek mögött is sejthetünk udvarhelyeket.

## Az elöljáró
Az udvarház élén egy ugyancsak félszabad elöljáró, udvarnagy állt, akinek szavát azonban az ispánoké között rendelték elismerni. A tisztség neve valószínűleg a szláv udvari elöljáró jelentésű vladár, magyarosítva aladár volt.

## Az udvarnokok
Az udvarház személyzetét kezdetben félszabad állapotú udvarnokok és egyéb szolgálónépek alkották. Az udvarnok nem általában jelentette a személyzetet, hanem olyan növénytermesztőt, aki terményadóval látta el az udvarházat annak saját földjein dolgozva, emellett húst és sört is kellett beszolgáltatniuk.

## A szolgálónépek
Szolgálónépeknek hívjuk az Árpád-kor udvarbirtokain és várbirtokain – utóbbi esetben várnépeknek – dolgozó, szolgaállapotú (servus), szakosodott szolgáltatótevékenységet végző csoportjait, akik a birtok központja, az udvarház mellett, vagy a hozzá tartozó falvakban végezték tevékenységüket. Ez a tevékenység lehetett földművelő, növénytermesztő, állattenyésztő, halász, vadász, vagy az ételt-italt elkészítő, edénykészítő stb. Tevékenységüket általában nem a saját, hanem a munkájukhoz az udvarbirtoktól kapott eszközökkel végezték. Státuszuk alacsonyabb volt, mint az önálló tevékenységet végző félszabad udvarnokoké, akik összetett földművelő-állattenyésztő tevékenységet folytattak. Az Anjou-korban a szolgálónépek az akkor kialakuló egységes jobbágyságba tagozódtak be.